# Catherine Poirot
Catherine Poirot (n. 9 aprilie 1963, Tours, Franța) este o înotătoare franceză, medaliată olimpică. A participat la 2 ediții ale Jocurilor Olimpice (1980, 1984) în care a câștigat o medalie de bronz.